# Listă de filme religioase
Aceasta este o listă de filme religioase: 
- Barabbas (1961)
- Bruce Almighty (2003)
- Conspiracy of Silence (2001)
- Deliver Us from Evil (2006)
- Elmer Gantry (1960)
- Escape from Hell (2001)
- Evan Almighty (2007)
- Facing the Giants (2006)
- Gabriel (2007)
- Islam: Empire of Faith (2000)
- Jacob (1994)
- Jacob, the Man Who Fought With God (1963)[1]
- Joan of Arc
  - Joan of Arc (1948)
  - Joan of Arc (miniseries (1999)
  - The Passion of Joan of Arc (1928)
  - The Messenger: The Story of Joan of Arc (1999)
- Jesus Christ Superstar (1973)
- Jonestown: The Life and Death of Peoples Temple (2006)
- Leap of Faith (1992)
- Left Behind: The Movie (2000)
- Left Behind II: Tribulation Force (2002)
- Left Behind: World at War (2005)
- Marjoe (1972)
- Martin Luther (1953)
- Noah (1998)
- Our Fathers (2005)
- Saint Mary (2007)
- Sunday School Musical (2008)
- The Gospel (2005)
- The Greatest Story Ever Told (1965)
- The Magdalene Sisters (2002)
- The Hiding Place (1975)
- The Kingdom of Solomon (2010+)
- The Last Temptation of Christ (1988)
- The Message (1976)
- The Passion of the Christ (2004)
- The Prince of Egypt (1998)
- The Second Chance (2006)
- The Song of Bernadette (1943)
- The Story of Jacob and Joseph (1974)[1]
- The Ten Commandments (1923)
- The Ten Commandments (1956)
- The Ten Commandments (2007)
- Young Abraham (2011)